# Wat Mahathat
Là ngôi chùa nằm trong quần thể công viên lịch sử Ayutthaya, Wat Mahatat (tiếng Thái: วัดมหาธาตุ กรุงศรีอยุธยา, phiên âm: Vát Ma-ha-thát Cơ-lung Xi A-dút-tha-da) hay còn gọi là Wat Mahathat Ayutthaya, được xem là ngôi chùa có một vị trí khá quan trọng và là di tích trung tâm của Hoàng Cung Ayutthaya.

## Vị trí
Mahatat là ngôi đền nằm ở phía đông của cố cung, trên đường Th.Chee Kun và đường Naresuan.

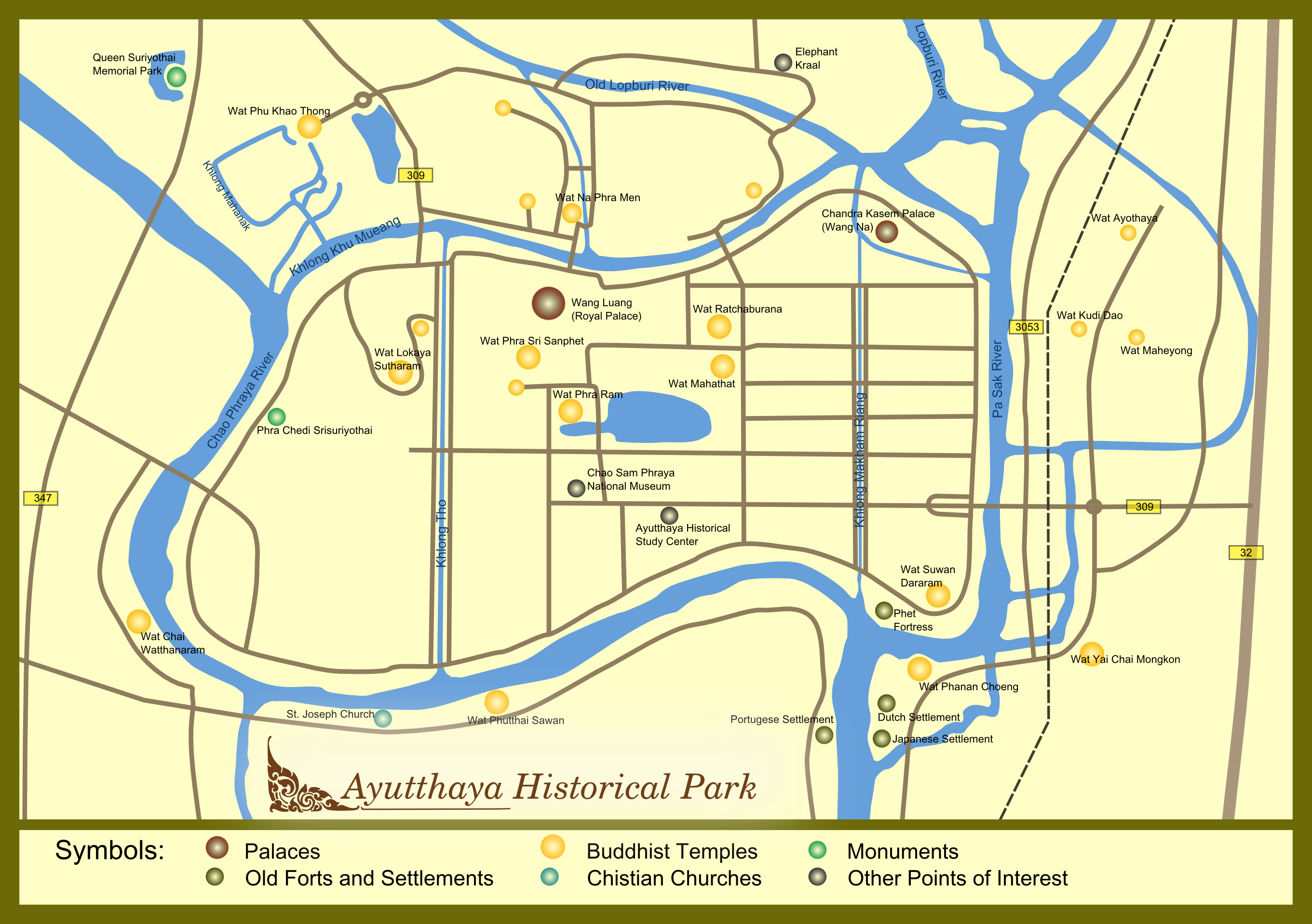
Bản đồ vị trí chùa: chùa nằm ngay vị trí trung tâm của Hoàng Cung Ayutthaya

## Lịch sử
Đền bắt đầu xây dựng vào năm 1374 dưới thời vua Borom Rachathirat I và hoàn thành dưới thời vua Ramesuan. Những năm đầu của thế kỷ 17, Ayutthaya nằm dưới sự cai trị của vua Songtham, ngôi tháp chính của Wat Mahatat bị sụp đổ và có lẽ đã được khôi phục và hoàn thiện bởi đức vua kế vị sau đó là Pra Sathong
Wat Mahatat là hơn 600 năm tuổi, và là ngôi đền quan trọng của Hoàng Cung lúc bấy giờ. Ngôi đền bị phá hủy một lần vào năm 1767. Từ thời gian từ năm 1911, ngôi chùa này tiếp tục bị quân đội Miến Điện phá hủy. Hầu như ngôi đền bị thiêu rụi hoàn toàn, các bức tượng Phật dài dọc dãy hành lang bị thiêu rụi. 
Năm 1956, Sở Mỹ thuật đã khôi phục và khám phá các di tích trong khu vực chùa. Nhất là việc khám phá ra bức tượng Phật trong các tháp 7 lớp và đặc biệt nhất là tìm ra bức tượng Phật nằm kẹt trong cây đại thụ lớn.

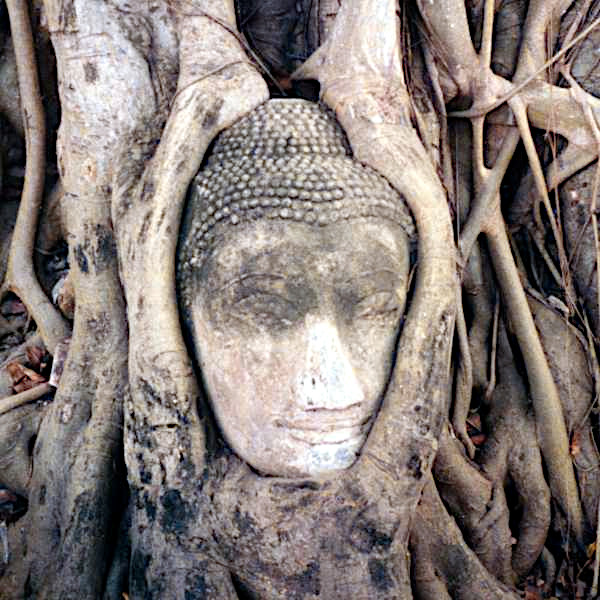
Bức tượng Phật trong rể cây

## Miêu tả
Chung số phận với các ngôi chùa khác, Wat Mahatat hầu như bị phá hủy hoàn toàn dưới quân đội Miến Điện. Các di tích hiện nay đã được trùng tu phần lớn bởi Hội Mỹ thuật cùng Ủy ban di sản quốc gia. Dấu tích bị tàn phá nặng nề nhất chính là hàng tượng Phật bên bức tường bị chặt mất hết đầu và lớp gạch đỏ bị bong tróc khiến di tích rất thu hút du khách bởi chính vẻ hoang tàn của nó.
Công trình chính bao gồm ngôi chùa cao (gọi là prang) đã bị người Miến Điện xâm lược phá hủy. Khi nhà nước tiến hành phục hồi tất cả tàn tích ở Ayutthaya vào năm 1956, Bộ Mỹ thuật đã đào tại nền chùa và tìm được một chiếc rương bị chôn vùi có chứa nhiều châu báu. Trong số món vật phát hiện có một xá lợi của Phật Tổ đặt trong tráp bằng vàng, một số tượng Phật bằng vàng với nhiều kích cỡ và nhiều đồ vật khác làm bằng vàng, hồng ngọc và pha lê. Tất cả các món đều được để ở Bào tàng Quốc gia Bangkok.
Điều làm du khách thú vị nhất khi tới Wat Mahatat là ở đây có một đầu tượng Phật nằm trong chùm rễ cây Phật giáo. Một khuôn mặt đẹp, thánh thiện và siêu thoát đem lại cảm giác bình an cho mọi người. Chuyện kể rằng, ai đó đã đem đầu của một pho tượng bị hủy hoại về và đặt vào một gốc cây, những chùm rễ theo thời gian đã vươn ra và ôm trọn lấy khuôn mặt đức Phật tạo thành một bức tranh sống động và lạ kỳ.
Giá vé tham quan dành cho chùa là 30 baht.

## Hình ảnh

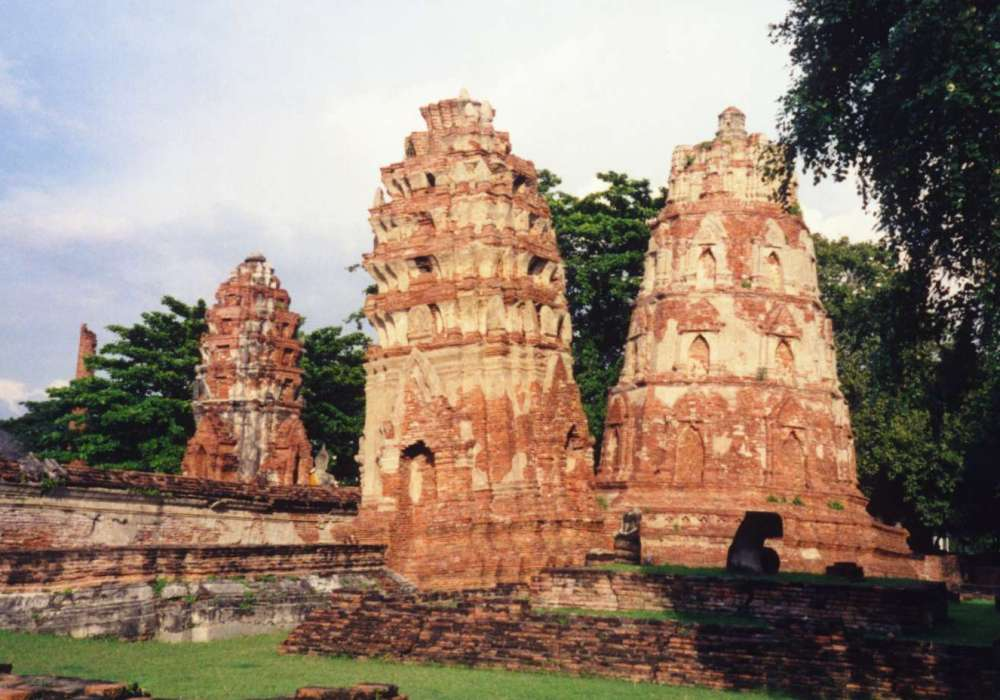
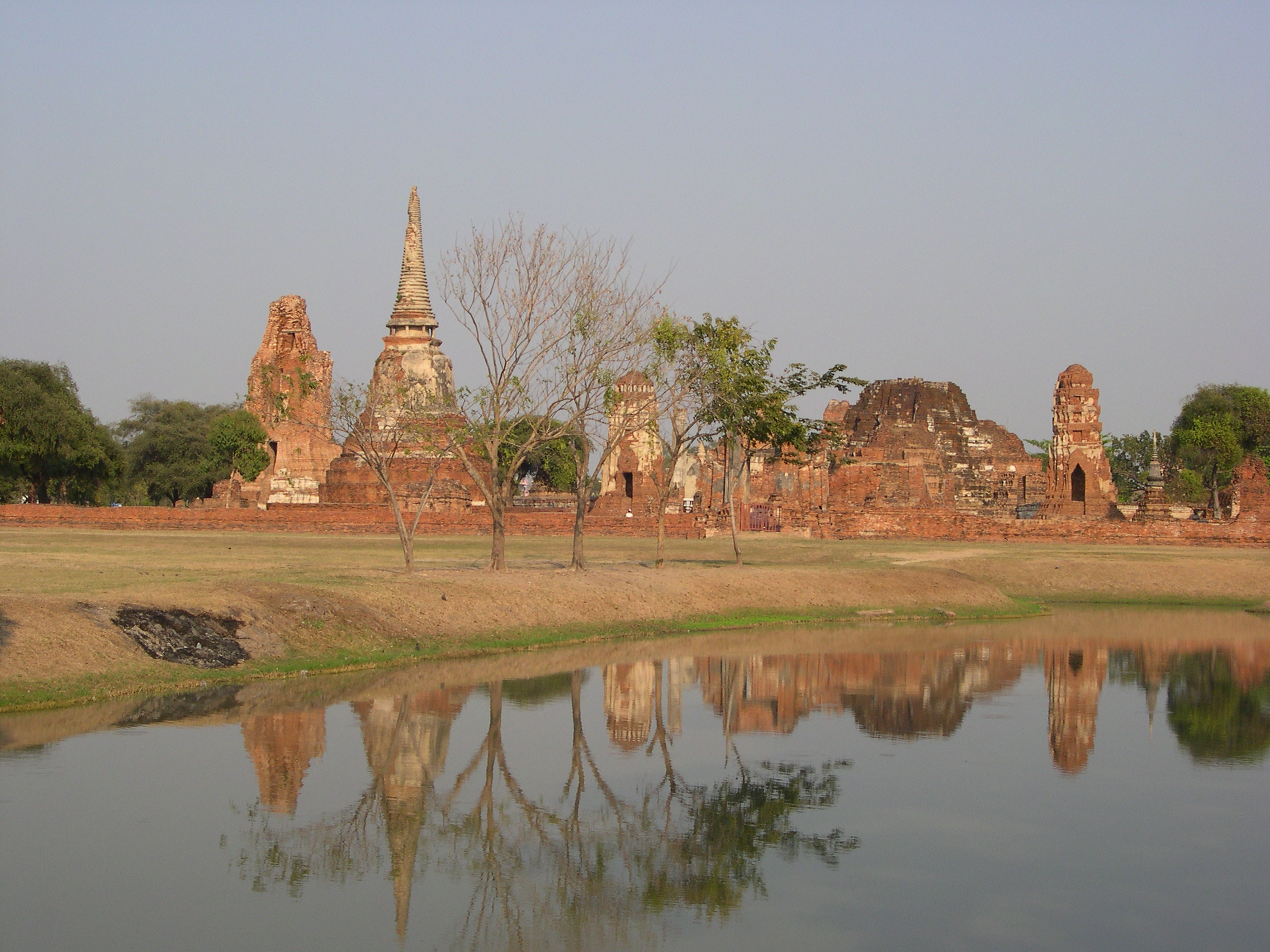
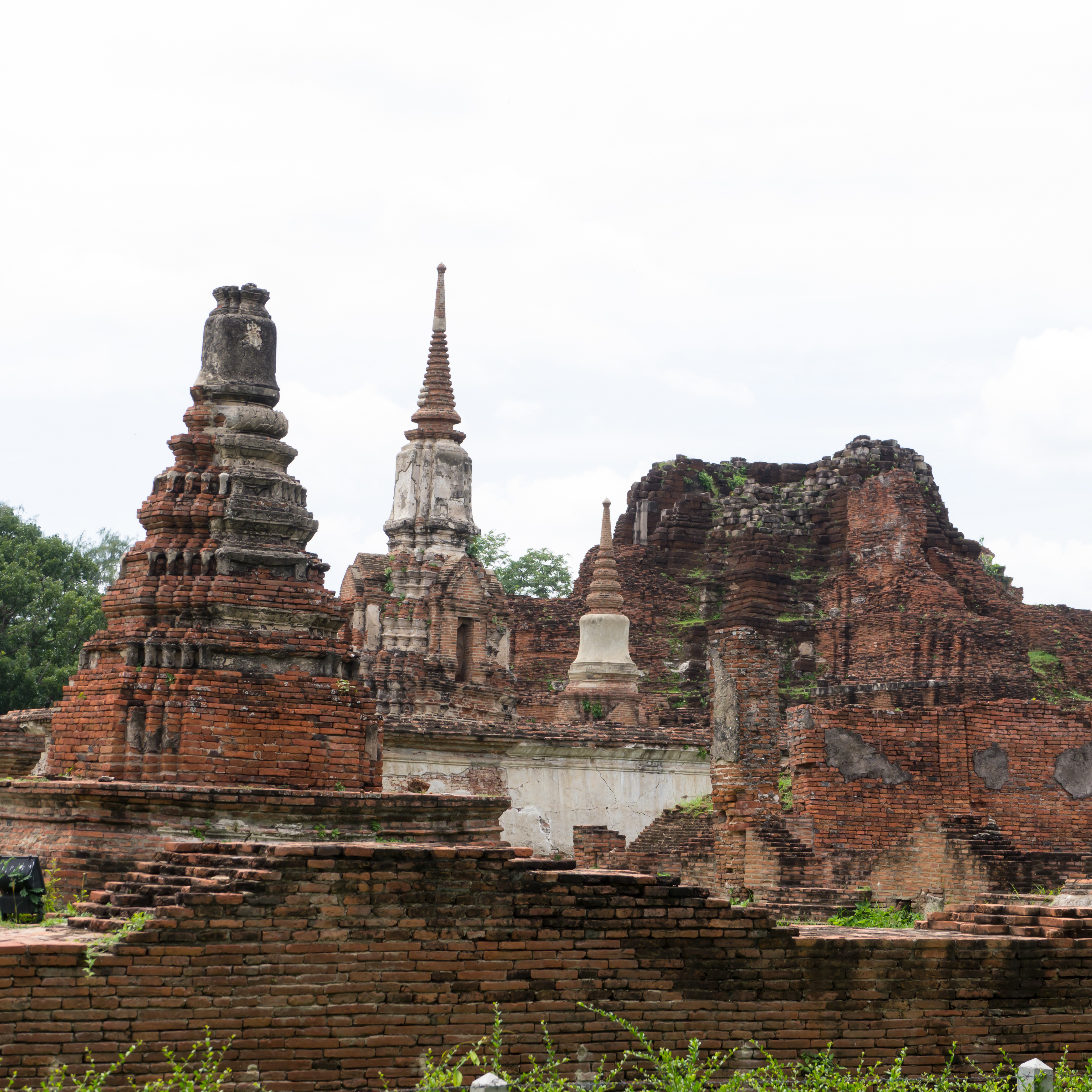
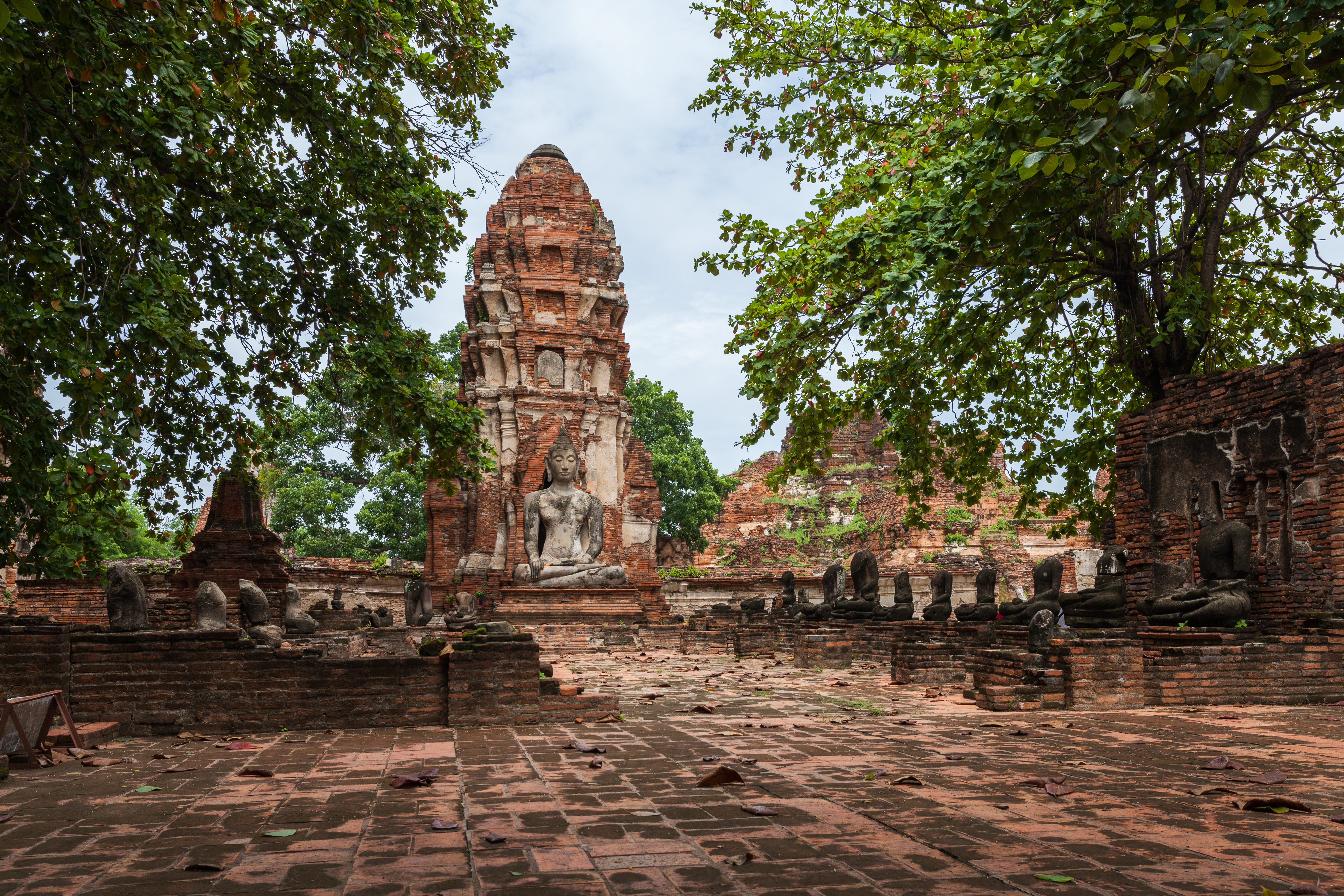
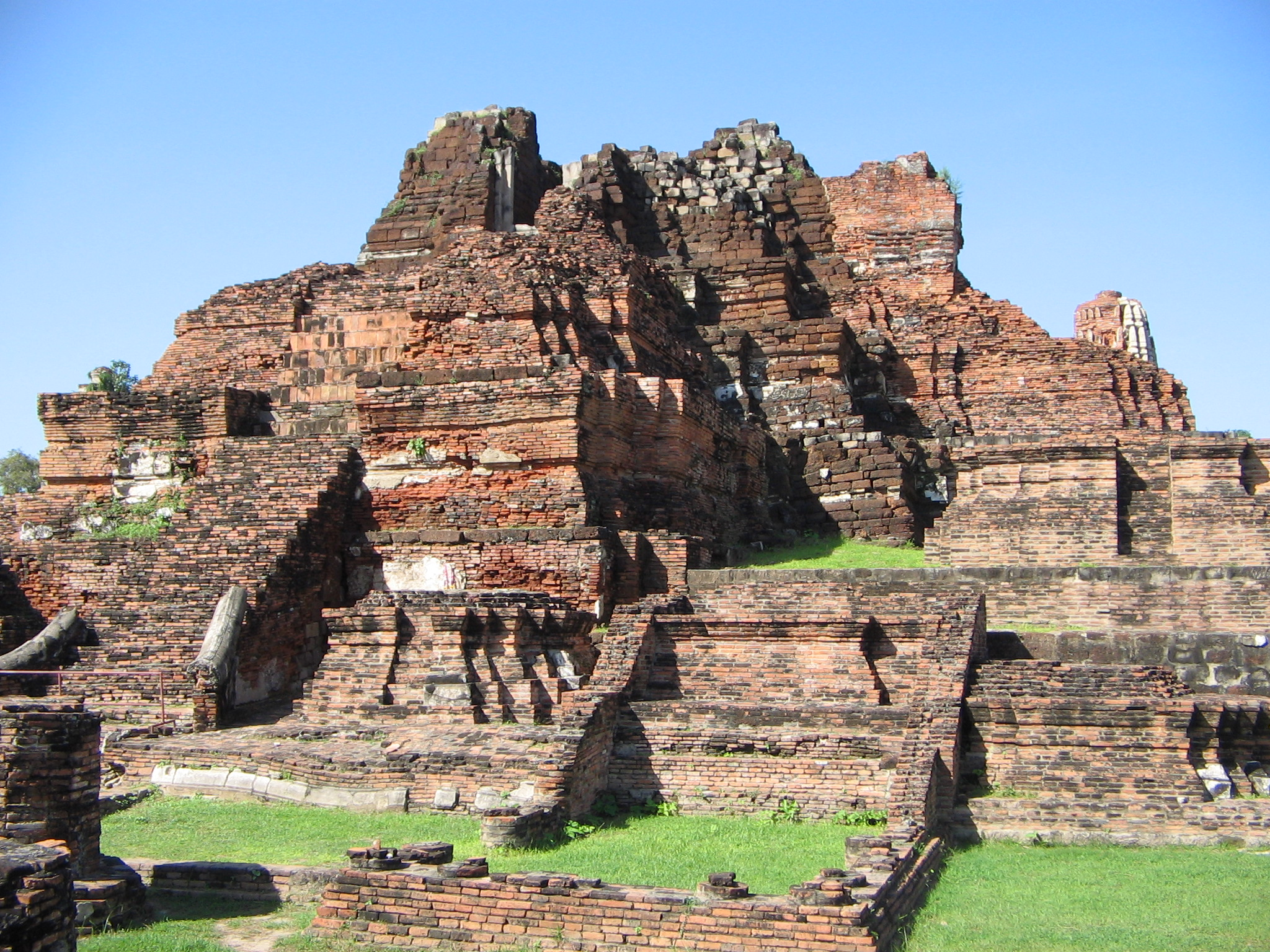
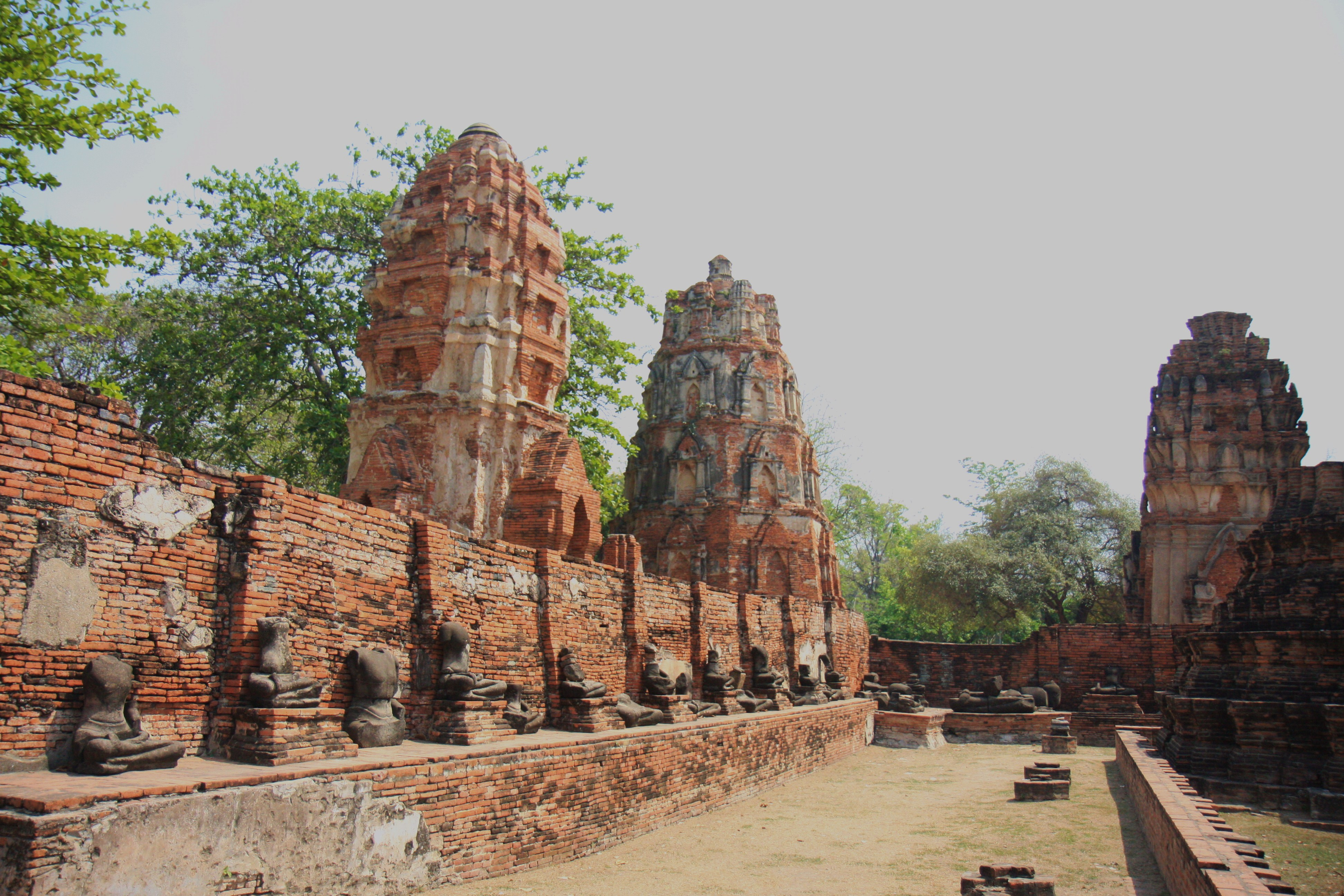
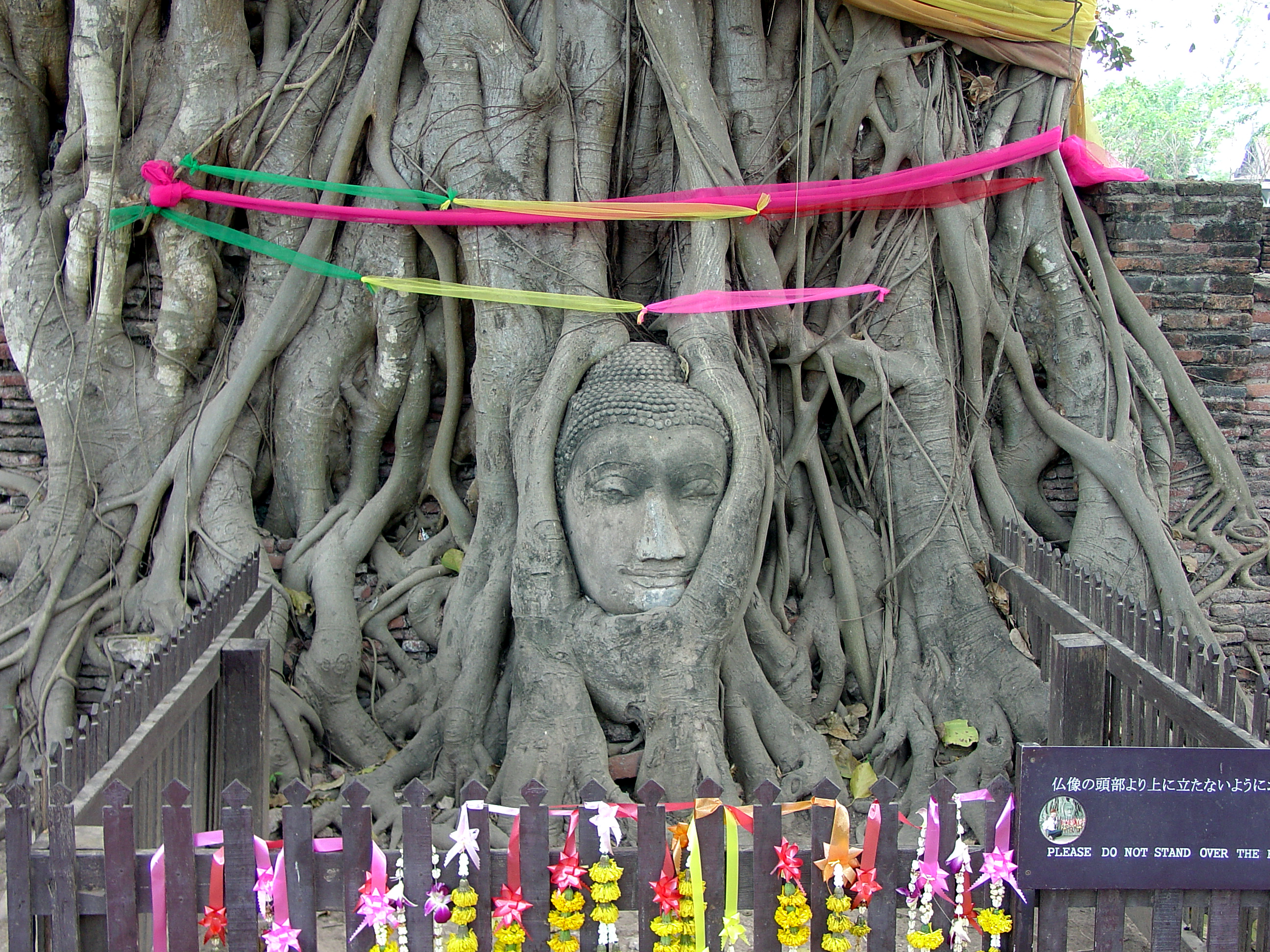
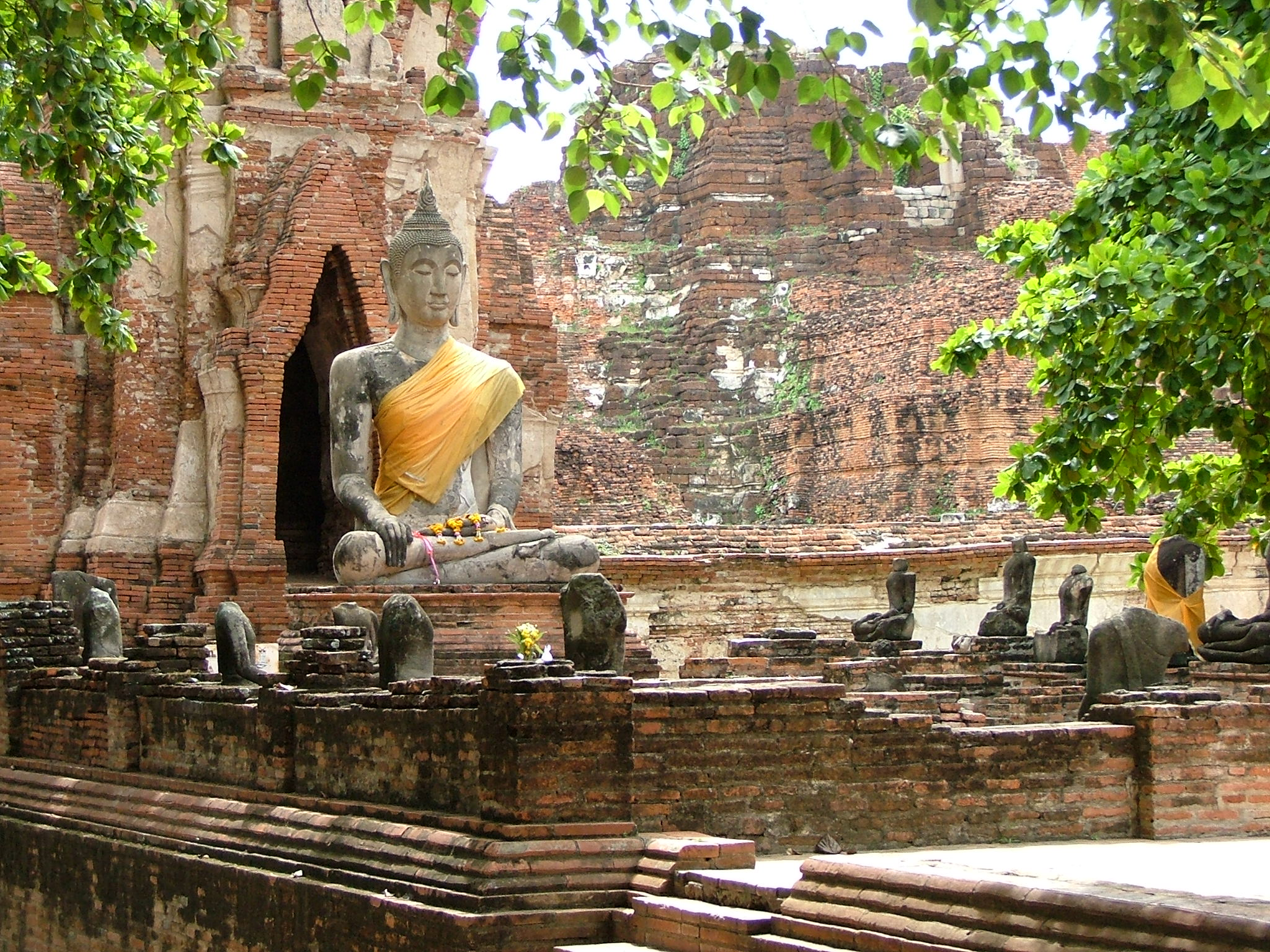